# Бейкуэлл, Роберт
Роберт Бейкуэлл (англ. Robert Bakewell, 23 мая 1725, около Лафборо – 1 октября 1795) — английский агроном и счетовод. Его главная заслуга состоит в улучшении пород домашнего скота. Наблюдая наследственную передачу качеств и особенностей одних особей другим, он пришёл к убеждению, что путём подбора и спаривания лучших экземпляров одной и той же породы или различных видов можно получить более совершенную породу. Особенным успехом увенчались его опыты по улучшению породы дишлейских овец, рогатого скота и лошадей. Основным принципом его было стремиться к получению породы, которая при данном количестве корма, давала бы лучшее и в большем количестве мясо. Свои наблюдения он изложил в своей «Domestic Encyclopaedia» (1 т.).